# Nagybányai nemzetközi repülőtér
A nagybányai repülőtér (IATA: BAY, ICAO: LRBM) (románul Aeroportul Internațional Maramureș) Románia egyik kisebb nemzetközi repülőtere. Miszmogyoróson található, Nagybányától 10 km-re nyugatra, a történelmi Máramaros vidékén.
A repülőtérről jelenleg (2021 áprilisa) egy menetrendszerinti, utasforgalmat bonyolító járat üzemel, heti 4 alkalommal: a Tarom (Románia nemzeti légitársasága) ún. ráhordó járatként biztosít légi összeköttetést Nagybánya és a főváros, Bukarest között. Az útvonalat jellemzően ATR 72-600-as típussal repüli a vállalat, RO617 járatszám alatt. (a Flightradar24.com információi alapján)

## Légitársaságok és úti célok
| Légitársaság | Célállomások                                                                        |
| ------------ | ----------------------------------------------------------------------------------- |
| Air Connect  | Bukarest (Otopeni)                                                                  |
| TAROM        | Bukarest (Otopeni), (felfüggesztve 2015. november 20 – 2018. szeptember 6. között ) |
| HiSky        | Párizs (Beauvais)                                                                   |

## Forgalom
Az utasforgalom az elmúlt években az alábbi módon változott:
| Utasok száma | 22 307 | 1902 | 22 462 | 16 798 | 20 465 | 2621 | 40 902 | 44 266 | 76 363 | 86 928 |
|              | 2008   | 2010 | 2011   | 2013   | 2014   | 2018 | 2019   | 2021   | 2022   | 2024   |